# Boswinterkoning
De boswinterkoning (Henicorhina leucosticta) is een zangvogel uit de familie Troglodytidae (winterkoningen).

## Verspreiding en leefgebied
Deze soort telt 13 ondersoorten:
- H. l. decolorata: het oostelijke deel van Centraal-Mexico.
- H. l. prostheleuca: van zuidelijk en oostelijk Mexico tot Belize.
- H. l. smithei: van zuidelijk Yucatán (zuidoostelijk Mexico) tot Guatemala.
- H. l. tropaea: Honduras en Nicaragua.
- H. l. costaricensis: centraal Costa Rica.
- H. l. pittieri: van zuidwestelijk Costa Rica tot centraal Panama.
- H. l. alexandri: de Caribische hellingen van oostelijk Panama en noordwestelijk Colombia.
- H. l. darienensis: de Pacifische hellingen van oostelijk Panama en westelijk Colombia.
- H. l. albilateralis: het noordelijke deel van Centraal-Colombia.
- H. l. leucosticta: oostelijk en zuidelijk Venezuela, de Guyana's en noordelijk Brazilië.
- H. l. eucharis: Daguavallei  (westelijk Colombia).
- H. l. inornata: van zuidwestelijk Colombia tot noordwestelijk Ecuador.
- H. l. hauxwelli: zuidelijk Colombia, oostelijk Ecuador en noordoostelijk Peru.